# Melusine
Melusine (of: Melusina) is een vrouw die voorkomt in verscheidene middeleeuwse volksverhalen. Het kernverhaal vertelt dat Melusine een fee is die trouwt met een ridder maar daarbij een voorwaarde stelt: hij mag haar op een welbepaalde dag van de week niet zien. Zij schenkt hem rijkdom en aanzien, maar verdwijnt als hij het taboe doorbreekt.

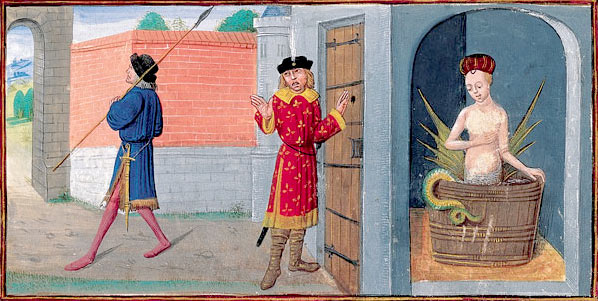
Het geheim van Melusine wordt ontdekt uit de Roman de Mélusine, miniatuur door de Meester van Guillebert de Mets, 1410

## Herkomst
Het verhaal van Melusine behoort tot het Europees immaterieel erfgoed. De mondelinge en schriftelijke overlevering hebben elkaar sterk beïnvloed rondom het verhaal van Melusine, zoals dat vaker voorkomt bij volksverhalen. Het verhaal van de mens die een verbintenis aangaat met een bovennatuurlijk wezen is in alle culturen terug te vinden. Denken we maar aan Zeus en Semele en aan Eros en Psyche bij de Grieken. Uit de streek van Poitou, in het westen van het huidige Frankrijk, kennen we de historisch-genealogische Melusine-sage over de oorsprong van het geslacht Lusignan uit de roman ‘La noble histoire de Lusignan’ van Jean d’Arras gepresenteerd aan Jan van Berry op 7 augustus 1393. Maar ook daarvoor zijn er gelijklopende verhalen uit Frankrijk. De Latijnse literatuur van de twaalfde en dertiende eeuw kende reeds Melusine-achtige verhalen. Pierre de Bressuire, prior in de abdij van Saint-Éloi en secretaris van Jan II de Goede, schreef in het begin van de dertiende eeuw een gelijkaardig verhaal in zijn Reductorium Morale, maar de fee wordt daar niet benoemd. Uit het Duitse taalgebied komt het verhaal van Lohengrin, de zwaanridder uit de Parzival roman van Wolfram von Eschenbach ergens tussen 1170 en 1220 en de Undine legende.

## Vroege vormen

### Walter Map
Een zeer vroeg Melusine-verhaal komt van Walter Map in zijn boek De nugis curialium. Naast Keltische sagen vinden we daar ook het verhaal van Henno cum dentibus (Henno met de tand). Henno ontmoet in het woud een wondermooi meisje en neemt haar tot vrouw. Maar de moeder van Henno bespiedt haar schoondochter terwijl die een bad neemt en ziet dat ze in een draak verandert. Ze roept er een priester bij wanneer de zoon met zijn vrouw in bed ligt en laat de duivel met wijwater uitdrijven. Dat dit verhaal zich tussen Keltische sagen bevindt hoeft ons niet te verwonderen. Walter Map was weliswaar afkomstig uit Wales, maar hij studeerde in Parijs waar hij misschien dit verhaal leerde kennen.

### Gervasius van Tilbury

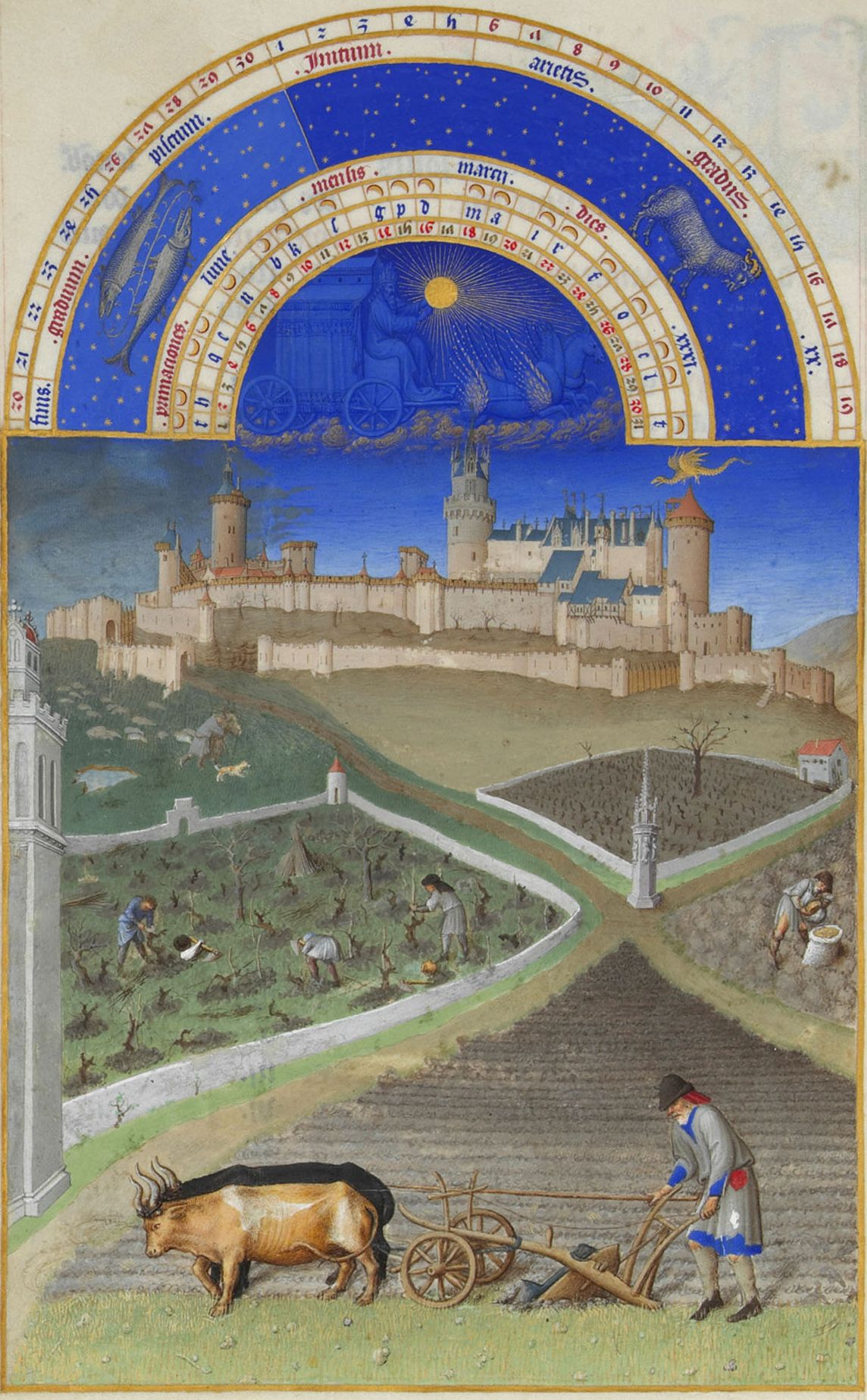
Het kasteel van Lusignan, kalenderbeeld voor maart in de Très Riches Heures van de Gebroeders Van Limburg(1413/16).

In de Otia imperialia van Gervasius van Tilbury vinden we echter een verhaal dat veel dichter bij de latere middeleeuwse romans staat. Het werk is een middeleeuwse beschrijving van de wereld, de geschiedenis en de wonderlijke dingen die er gebeurd zijn. Het werd geschreven voor Keizer Otto IV. Het verhaal gaat als volgt: Raymond de heer van Castrum Rusettum in de omgeving van Aix-en-Provence treft aan de oever van de Lar een beeldschone vrouw aan, op een rijkelijk uitgerust paard. Hij groet de dame die zijn groet beantwoordt en hem daarbij bij zijn naam noemt. Hij probeert de vrouw te verleiden, maar zij wil niet op zijn avances ingaan, ze wil geen man ter wille zijn buiten het huwelijk. Wel belooft ze hem het hoogste geluk op aarde op voorwaarde dat hij haar trouwt en haar nooit naakt zal zien, want dan zal zijn geluk teloorgaan. Hij aanvaardt het voorstel en haar voorwaarden, en ze trouwen. Na het huwelijk kent hij niets dan voorspoed, hij wordt beroemd voor zijn dapperheid, is vrijgevig, een ontwikkeld man; en zijn dochter en zoon zijn prachtige kinderen. Enkele jaren later als hij van de jacht terugkomt is zijn vrouw aan het baden. Terwijl hij op de maaltijd wacht, besluipt hem de lust om zijn vrouw naakt te zien. Ondanks haar beden trekt hij het gordijn voor het bad weg, ziet zijn naakte vrouw die echter in een slang verandert en voor altijd in het water verdwijnt. Slechts af en toe komt ze terug om haar kinderen te zien, de dienaressen horen haar wel maar zien haar nooit. De ridder verliest zijn voorspoed en zijn aanzien.
Twee basisideeën liggen aan deze sagen ten grondslag. Enerzijds de demonisering van het fabelwezen wat evident was in de vrome christelijke gemeenschap die de middeleeuwen was. Anderzijds wil men met deze verhalen de mythische en bovenmenselijke oorsprong van de adellijke geslachten aantonen, zoals bv. Melusine von der Schulenburg. Er zijn trouwens verscheidene adellijke geslachten die hun afkomst met een dergelijk verhaal opsmukken. Anderzijds is het laatste verhaal ook een afspiegeling van de ridderlijke deugden. Goed moreel gedrag wordt beloond met geluk, en hierbij horen uiteraard dapperheid en roem, maar als men deze morele principes schendt verliest men alle geluk en voorspoed.

## Het geslacht Lusignan
Dit typeverhaal werd al in de dertiende – veertiende eeuw in verband gebracht met het geslacht Lusignan. Zij waren afkomstig uit de buurt van Poitiers en voerden een slangenvrouw in hun blazoen. Sinds 1192 waren zij ook de heersers over Cyprus, dat Guy van Lusignan van Richard Leeuwenhart had gekocht. Op grond hiervan vermoedt men dat de Melusinesage via Cyprus in Zuid-Frankrijk terechtkwam.

## De Melusine van de Lusignans

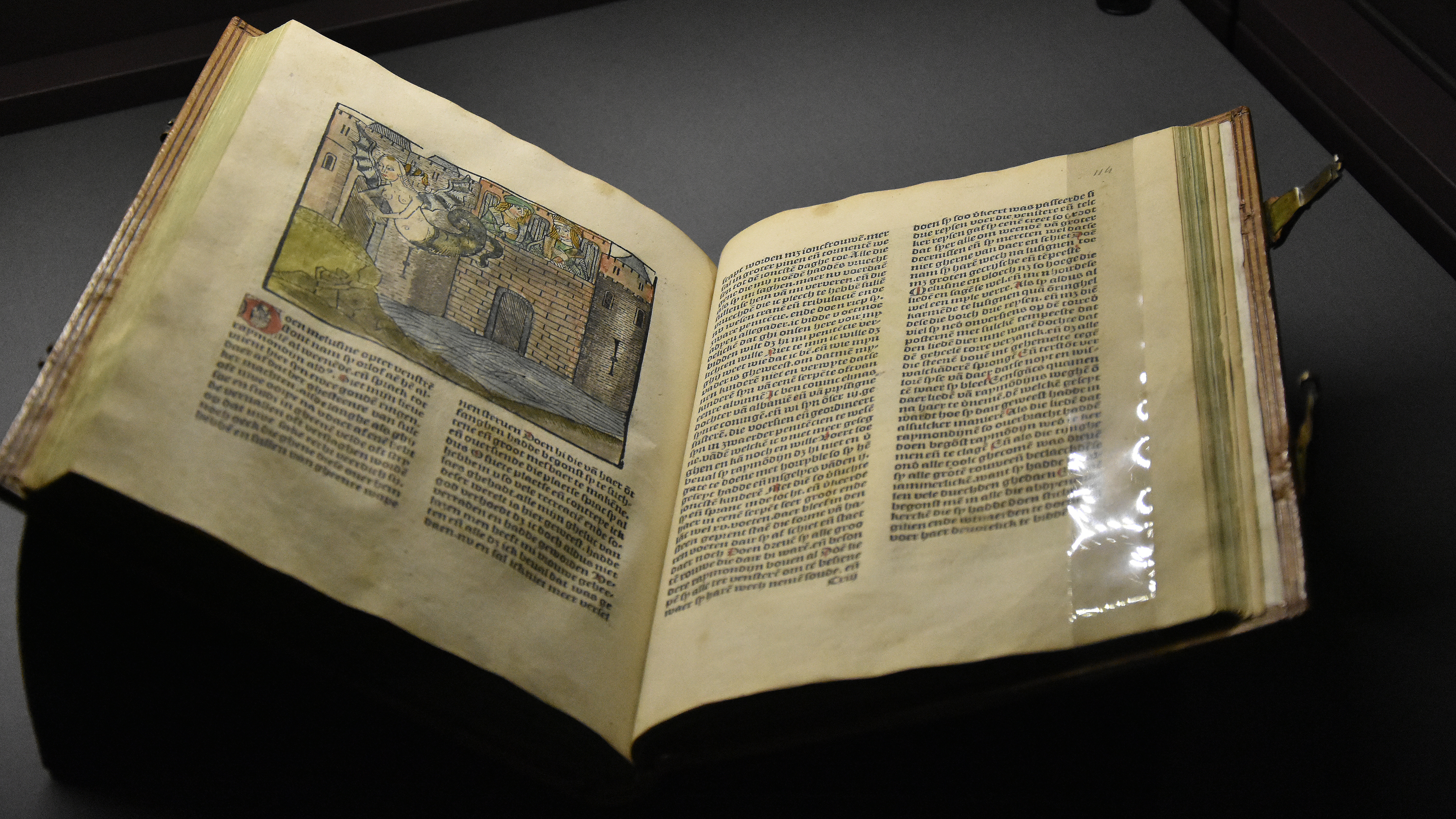
Jean d'Arras - Die wonderlike vreemde ende schone historie van Melusijnen ende van haren geslachte - incunabel gedrukt in 1491 - Koninklijke Bibliotheek van België

### Jean d'Arras
Jean d'Arras schreef het verhaal van Melusine in de roman in proza: ‘La noble histoire de Lusignan’. De opdracht hiervoor kwam van Hertog van Berry, de broer van Karel V, de koning van Frankrijk. De hertog van Berry is bekend van de Très Riches Heures, waarin we in het kalenderbeeld van de maand maart het kasteel van Lusignan afgebeeld vinden met Melusine die boven de rechter toren zweeft. De zus van de hertog, Marie, had haar broer hiertoe overgehaald, zoals het trouwens door Jean d’Arras wordt vermeld, omdat zowel haar grootvader Jan van Luxemburg, als haar man Robert I van Bar, zich beriepen op hun afstamming van Melusine. Het verhaal van Melusine is dan ook verbonden aan de kazematten van Luxemburg. Jean de Berry was zelf graaf van Poitou, het gebied waar de opgang van de Lusignans begon. Hij had tijdens de Honderdjarige Oorlog het kasteel van Lusignan, dat door de Engelsen bezet was belegerd en Melusine zou aan hem verschenen zijn als hij het veroverd had, zoals in de sage verteld wordt.

### Prinses van Albany
In het koninkrijk Alba (oude naam voor Schotland), voorloper van het graafschap Albany, komt koning Elynas tijdens de jacht een beeldschone vrouw tegen aan een mooie bron in het woud. Als hij haar ten huwelijk vraagt stemt zij toe op voorwaarde dat hij nooit zal pogen haar te zien tijdens een bevalling of bij het baden van haar kinderen. De fee Persine (of Presine) trouwt met de koning en zij krijgen een drieling, drie dochters, alle drie even mooi als hun moeder. De eerste heet Melusine, de tweede Melior en de derde Palestine. Mataquas, een zoon uit een eerste huwelijk die jaloers is op zijn stiefmoeder, duwt zijn vader in de kamer waar Persine haar dochters aan het baden is. Persine verlaat de koning en trekt met haar dochters naar het zuiden op het magische eiland Avalon. Elke morgen beklimmen ze daar de heuvel Elenos, de bloemenberg, om in de verte het koninkrijk van Alba te kunnen zien. Persine beklaagt zich telkenmale over het verraad van hun vader en het ongeluk dat hen getroffen heeft. Vijftien jaar later ontvoeren de drie zussen, op aanstoken van Melusine, hun vader met al zijn schatten en sluiten hem voor eeuwig op in de berg Brumblerio in Northumbrië. De moeder wordt hier verschrikkelijk boos over en vervloekt haar dochters. Melusine zal elke zaterdag veranderen in een slangenvrouw, vrouw boven het middel en slang onder het middel. Als ze een man vindt die akkoord gaat om haar nooit op zaterdag te zien, kan ze een normaal gelukkig leven leiden, maar als ze haar man moet verlaten is ze verdoemd om eeuwig als slangenvrouw verder te leven. Melior wordt veroordeeld tot het bewaken van een wonderbare sperwer in een kasteel op Cyprus en Palestine ten slotte wordt opgesloten met de schat van haar vader in de berg Canigou. Ze moet daar blijven tot een dappere ridder haar komt verlossen.

### De sage van Raymond
Melusine zwerft rond in de wouden, en steekt daarna de zee over naar het vasteland. Raymond of Raymondin (in het dialect van Poitou) de Lusignan, neef van de graaf Aymar van Poitiers en zoon van de comte de Forez, doodt per ongeluk zijn oom tijdens de jacht op een everzwijn. Gek van verdriet galoppeert hij in het wilde weg door het woud van Coulombiers waar hij om middernacht aan de ‘Bron van de Dorst’ drie vrouwen ontmoet, waarbij Melusine. Zij troost hem en belooft dat ze hem zal helpen om zijn onschuld te bewijzen. Ze zal van hem een machtige heer maken op voorwaarde dat hij met haar trouwt en belooft dat hij nooit zal proberen haar op zaterdag te zien. Als pand voor haar beloftes schenkt zij hem twee guldenroedes die « ont moult grande vertu». Ze trouwen en maken van de Lusignans een van de grootste geslachten van Frankrijk. Melusine schenkt het leven aan tien kinderen, allemaal mooi en goed gebouwd en allen zullen het grote machtige heren worden.

### De wonderlijke gebouwen
Tijdens een tocht van Raymond door Bretagne gaat Melusine aan het bouwen. De sage vertelt dat ze op één nacht het kasteel van Lusignan bouwt. Daarnaast sticht ze de steden Parthenay, Tiffauges en Talmont. Ze bouwt de ringmuur van La Rochelle en verscheidene kerken en kloosters. Een paar stenen en wat mortel volstonden haar om een versterkte burcht te bouwen. Als iemand haar zag tijdens het bouwen, wat meestal ’s nachts gebeurde, stopte ze onmiddellijk met het werk en bleef het gebouw onafgewerkt. Daarom ontbreekt er een venster aan Ménigoute, en de laatste steen van de toren van Niort en van de kerk van Parthenay.

### Het verraad
Zoals hij had beloofd, zag Raymond nooit zijn vrouw op zaterdag, maar zijn broer, de graaf van Forez, die jaloers was op het succes van zijn jongere broer, suggereerde dat Melusine hem bedroog met andere mannen op zaterdag. Raymondin ontsteekt in woede en spoedt zich naar het vertrek waar zijn vrouw zich ophoudt. Met zijn degen boort hij een gaatje in de deur waardoor hij Melusine kan bespieden. Hij ziet zijn vrouw in een marmeren bad van vijftien voet diameter. Zij kamt haar haar, maar tot zijn ontzetting stelt hij vast dat ze vanaf haar navel een slangenlijf heeft. Melusine ontdekt het verraad en verdwijnt met een luide kreet door het venster om nooit meer terug te keren. Jean d’Arras vertelde dat ze soms ’s nachts terugkwam om haar kinderen te zien en dat de voedsters hier niets over durfden vertellen. Raymond trekt zich terug als kluizenaar op Montserrat waar hij ook zal sterven. Melusine zal telkens al jammerend de overgang van een goed van de Lusignans of de dood van een afstammeling uit haar geslacht aankondigen.
Melusine werd als voorouder opgevoerd door verscheidene adellijke families. Men vindt er sporen van terug bij veel families in de Vendée langs de Loire en in de Gironde. Ook de Belgische familie de Gavre noemt Melusine als beschermvrouw. Van verscheidene kastelen en plaatsen wordt Melusine genoemd als vroegere dame, onder meer Mervent, Vouvant, Saint-Maixent, Talmont en Parthenay. Ten slotte beroepen ook de graven van Toulouse en de Plantagenêts zich op hun afkomst van Melusine.

## Melusine in de kunst

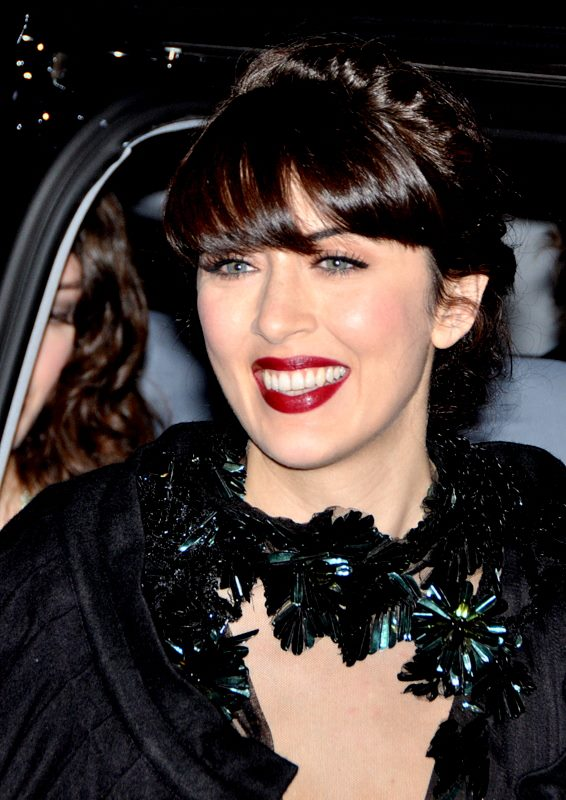
Nolwenn Leroy

Felix Mendelssohn beschreef haar in zijn ouverture „Zum Märchen von der Schönen Melusine“, opus 32.
Het verhaal van Melusine wordt ook symbolische en magisch-realistische wijze verteld in het allereerste toneelstuk van Maurice Maeterlinck: La Princesse Maleine. Melusine zou ook aan de basis liggen van het personage Mélisande in het toneelstuk van Maurice Maeterlinck, Pelléas et Mélisande, dat voor het eerst werd opgevoerd in 1893. Claude Debussy bewerkte dit stuk in zijn gelijknamige opera in 1902.
De windwijzer op het Toreken, in de Belgische stad Gent kreeg in de vijftiende eeuw haar naam. Dit gebouw was in de vijftiende eeuw het eigendom van de gilde der huidenvetters die de beeltenis van Melusine geadopteerd hadden als een soort van mascotte die hen voor onheil moest behoeden.
Melusine inspireerde de Franse singer-songwriter Nolwenn Leroy voor haar nummer Mélusine, uitgebracht op haar album Histoires Naturelles in 2005.
In 2023 maakte de Amerikaanse jazz-zangeres Cécile McLorin Salvant het thema-album Mélusine over de Melusine-legende.

### Handschriften, Gedrukte versies
- Nederlandstalige versie bij de Koninklijke Bibliotheek van België (Gedigitaliseerde versie), getiteld: "Die wonderlike vreemde ende schone historie van Melusijnen ende van haren geslachten". Voorheen in het bezit van bibliofiel Constant-Philippe Serrure (1802-1872)
- GNM, Hs 4028 (Gedigitaliseerde versie)
- Kopenhagen, Kgl. Bibliothek 423
- Melusine - Ein Deutsches Volksbuch - Geschichte von der edlen und schönen Melusine, welche ein Meerwunder und König Helmas’ Tochter war. Lesen und Freizeit Verlag, Ravensburg, ISBN 3-88884-216-6